# Консепсьон (город, Парагвай)
Консепсьон (исп. Concepción) — город в Парагвае.

## География
Город Консепсьон расположен в центральной части Парагвая, на реке Парагвай. Он является административным центром департамента Консепсьон. Население города составляет 49 тысяч человек (на 2006 год).

## История
Город был основан 25 мая 1787 года губернатором Парагвая Агустином Фернандо де Пинеда, целью которого было остановить экспансию Бразилии и обеспечение контроля над местными индейцами. Впоследствии Консепсьон получил дальнейшее хозяйственное развитие, став одним из центров итальянской иммиграции в Парагвае, а также благодаря строительству тут речного порта — одного из немногих в северном Парагвае. В 1909 году к городу была подведена железная дорога. В мае 1988 года здесь был открыт современный мост через реку Парагвай.
Происходившая в 1947 году в Парагвае гражданская война началась в Консепсьоне.